# Sergei Babayan
Sergei Babayan (armenisch Սերգեյ Բաբայան; * 1. Januar 1961 in Gjumri, Armenische Sozialistische Sowjetrepublik) ist ein US-amerikanisch-armenischer Pianist.

## Biographie
Babayan begann seine Musikausbildung im Alter von sechs Jahren bei Luisa Markaryan und Georgy Saradjev. Er studierte bei Lew Naumow und am Moskauer Konservatorium bei Wera Gornostajewa und Michail Pletnjow.
1989, als die politische Lage Reisen ins Ausland ermöglichte, begab sich Babayan erstmals in die USA. Er gewann dabei und dann in kurzer Folge erste Preise bei den bedeutenden Klavierwettbewerben Cleveland International Piano Competition, Hamamatsu International Piano Competition und Scottish International Piano Competition. Damit begann seine internationale Karriere in den USA, in Großbritannien und in Japan. Später ließ er sich in den USA einbürgern, bleibt aber seinen armenischen Wurzeln sehr verbunden.
Er studierte die Musik Johann Sebastian Bachs bei Helmuth Rilling und studierte auch Dirigieren.

## Repertoire und Kooperationen
Sein Repertoire umfasst vor allem Mozart, Beethoven, Brahms und Schumann, dazu romantische Komponisten wie Rachmaninoff und moderne Werke von Komponisten wie Witold Lutosławski, György Ligeti, Carl Vine und Arvo Pärt. Bekannt ist er auch für seine Interpretationen von Werken Bachs.
Babayan hat mit Dirigenten wie Waleri Gergijew, Juri Temirkanow, Neeme Järvi, Hans Graf, David Robertson, Tugan Sochijew, Joshua Weilerstein und Kazimierz Kord zusammengearbeitet. Mit Gergijew spielte er am Internationalen Festival Stars of the White Nights, am Moskauer Osterfestival, im Barbican Centre, im Mariinski-Theater in St. Petersburg, im Großen Saal des Moskauer Konservatoriums, im Théâtre des Champs-Élysées in Paris, beim Salzburger Festival und beim Festival Rotterdams Philharmonisch Orkest-Gergijew, wo Babayan Artist in Residence war.
Er tritt mit bekannten Orchestern wie dem London Symphony Orchestra, dem Cleveland Orchestra, dem BBC Scottish Symphony Orchestra, dem Belgischen Nationalorchester, dem Orchestre National de Lille, dem Orchestre de la Suisse Romande, dem Sinfonieorchester von Brescia & Bergamo, dem Orchester des Mariinski-Theaters, der Tschechischen Philharmonie, der Warschauer Philharmonie, dem Detroit Symphony Orchestra, dem Baltimore Symphony Orchestra und der New World Symphony auf.
Seine Konzerte fanden in bekannten Sälen wie dem Herkulessaal in München, der Liederhalle in Stuttgart, der Meistersingerhalle in Nürnberg, dem Konzerthaus in Berlin, dem Brahms-Saal in Karlsruhe, der Beethovenhalle in Bonn, der Philharmonie Essen, der Victoria Hall in Genf, der Salle Gaveau in Paris, der Wigmore Hall in London, der Warschauer Philharmonie, dem Mariinski-Theater in St. Petersburg, dem Rudolfinum in Prag, der Severance Hall in Cleveland, der Carnegie Hall in New York  und vielen anderen statt.
Babayan hat Aufnahmen eingespielt für Deutsche Grammophon, EMC Records, Connoisseur Society, Discover Records und Pro Piano Records. Seine Konzerte wurden von WQXR, WCLV, Radio France, Polskie Radio i Telewizja, BBC, NHK und Medici.tv übertragen.

## Lehrtätigkeit
1996 gründete Babayan die Sergei Babayan International Piano Academy im Cleveland Institute of Music, wo er auch Artist in Residence ist. Zu seinen Schülern zählen Grace Fong, jetzt Direktorin für Keyboard Studies am Konservatorium der Chapman University, Mei-Hsuan Huang, Steinway Artist und Assistant Professor für Klavier an der Iowa State University, Ching-Yun Hu, Gewinnerin der Arthur Rubinstein International Piano Master Competition 2008, Dmitri Levkovich, Stanislav Khristenko, Gewinner der Cleveland International Piano Competition sowie Gewinner des vierten Preises am Concours Musical Reine Elisabeth 2013, und Daniil Trifonov, Gewinner des dritten Preises beim Internationalen Chopin-Wettbewerb 2010, Gewinner des ersten Preises der Arthur Rubinstein International Piano Master Competition 2011 und des Tschaikowski-Wettbewerbs 2011.

## Kürzliche Konzerte
In der Saison 2014/2015 trat Babayan unter anderem mit Martha Argerich in Lugano, am Verbier Festival in Verbier sowie in der Wigmore Hall in London auf. Besondere Beachtung fand seine Aufführung des 2. und des 5. Klavierkonzerts von Prokofjew an den BBC Proms in der Royal Albert Hall mit dem London Symphony Orchestra unter Waleri Gergijew.
In der Saison 2015/2016 trat Babayan mit dem Rotterdams Philharmonisch Orkest unter Waleri Gergijew und mit der Camerata Israel in Tel Aviv auf. Er gab Konzerte im Rahmen des Festivals Progetto Martha Argerich in Lugano, beim Edinburgh Festival in Schottland und in Bad Kissingen. Er gab Rezitale und Duokonzerte zusammen mit Daniil Trifonow im Mariinski-Theater in St. Petersburg, kam zurück in die Wigmore Hall und gab Rezitals und Kammermusik unter anderem in Los Angeles, East Lansing (Michigan) und Columbia (South Carolina).
Höhepunkte der Saison 2016/2017 waren Rezitale in Montreal, Vancouver, Lawrence (Kansas), St. Paul (Minnesota), Durham (North Carolina), Charleston (South Carolina) und Evanston (Illinois); Duorezitale mit Daniil Trifonov in Princeton (New Jersey) und Sarasota; Kammermusikauftritte in Los Angeles und Fort Worth und die Rückkehr ans Verbier Festival, wo er am 24. Juli 2017 das Klavierkonzert Nr. 25 in C-Dur KV 503 von Wolfgang Amadeus Mozart und am 29. Juli 2017 das Cembalokonzert Nr. 7 in g-Moll BWV 1058 (auf dem Klavier) von Johann Sebastian Bach mit dem Verbier Festival Orchestra unter Roberto González-Monjas spielte.
In der Saison 2017/18 ist Babayan u. a. mit seiner langjährigen Duo-Partnerin Martha Argerich, mit der Babayan selbst erstellte Bearbeitungen von Ballett- und Theatermusik Prokofjews für zwei Klaviere spielt, in Deutschland und der Schweiz zu hören.

## Auszeichnungen
- 1989: Erster Preis beim Klavierwettbewerb Robert Casadesus (heute Cleveland International Piano Competition)[14]
- 1990: Erster Preis beim Internationalen Palm-Beach-Klavierwettbewerb[15]
- 1990: Erster Preis beim Internationalen Hamamatsu-Klavierwettbewerb[16]
- 1991: Laureat beim Concours Musical Reine Elisabeth[17]
- 1992: Erster Preis beim Internationalen Schottischen Klavierwettbewerb[18]
- 1992: Dritter Preis beim Internationalen Klavierwettbewerb Ferruccio Busoni[19]
- 1992: Laureat beim Internationalen Klavierwettbewerb Esther Honens[20][21]